# 邪降前傳
《邪降前傳》是一部2004年的泰国恐怖電影，由塔尼·吉奴酷執導，有兩部同名續集，《邪降：惡魔的藝術》（2005年）和《邪降3：鬼影隨行》（2008年），但和本片講述的是不同角色的新故事。

## 剧情
讲述了泰国少女布恩在其工作的鄉村俱樂部邂逅已婚男子布拉坦及其男性朋友。两人很快开始了一段恋情，之后布恩发现自己怀孕了。当她把怀孕的消息告诉布拉坦时，他一开始并不高兴，还质问布恩他是不是孩子的亲生父亲。布拉坦询问布恩需要多少钱来换取她的沉默，布恩失望地提出一百萬銖的要求。在给了她所需的钱后，布拉坦似乎改变了主意，他向布恩保证自己不会离开她。
然而，布恩在半夜醒来，发现布拉坦正在和他的朋友们聊天，而他们就在布拉坦海滩别墅的窗户后面。布拉坦告诉她，他之前给了她一大笔钱，他有权和朋友们分享她。布拉坦挥舞着摄像机，他的朋友们则追逐着惊恐尖叫的布恩，将她赶出房间，带到海滩上，对她进行羞辱和輪姦。原来，在布恩怀孕后，布拉坦从未打算继续与她發生關係。
布恩在医院做了超聲波检查（发现她的孩子有些异常）后，看到布拉坦和他的二婚家庭在一家餐厅庆祝小女儿的生日。在去找布拉坦之前，布恩接到了朋友的电话。布恩的朋友建议她去堕胎，因为她确信布拉坦不会承认这个尚未出生的孩子。但布恩拒绝了，并提醒朋友，无论布拉坦是否承认她是孩子的父亲，她都会留下孩子。然而，据布恩的妇产科医生说，孩子有先天性畸形，无法正常生活。不久，布恩出现在餐厅，打断了庆祝活动，并告诉布拉坦他给她的钱不够，她需要额外的钱。尴尬之余，布拉坦把布恩拉到外面，扇了她一耳光，警告她不要再接近他的家人，然后把一沓钞票扔给她，喊道这是他最后一次给她钱。
愤怒的布恩找来一个降头萨满，对她的前任情人、他的朋友（因为轮奸）和他的整个家庭进行报复，甚至让他的二儿子射杀了自己的女友和妹妹，然后把枪口对准了自己。布拉坦的新情婦發現他死在他的海濱別墅裡。
他们死后，布恩拜访了萨满，得知只要她捐献与受害者人数相等的棺材给亡灵，亡灵就不会来打扰她。她按照萨满的指示在庙里供奉了一些祭品。在离开寺庙时，她看到受害者的鬼魂在一辆汽车的后座上，于是她从人行道上走下来想看个究竟，结果被一辆汽车撞倒。事故导致她失去了孩子。
布拉坦的第一任妻子卡莫拉继承了他的财产。她和四个孩子搬进了房子。布恩再次使用降头杀死了这个新家庭。不过，她这次的动机不是为了复仇，而是为了继承遗产。一名年轻的报社记者起了疑心，于是布恩也让萨满杀他。从头到尾，布恩死去女儿的鬼魂一直在房子四处出现。
故事的最后，只有小儿子小邦和大女儿小蘭在屠杀中幸存。在看到女儿的鬼魂后，布恩自愿从医院屋顶坠楼身亡。

## 演员
- 愛羅莎·威爾斯 饰 小蘭
- 莎旁索連·恰蒙古拉 饰 布恩
- 克朗通·拉查塔万 饰 卡莫拉
- 特林·赛塔欧克 饰 布拉坦
- 松切·桑蘇曼 饰 迪奈
- 埃萨拉·奥查库 饰 魯克
- 尼鲁·素查 饰 南恩
- 克里塔尤德·蒂姆纳特 饰 小邦

## 反響
《邪降前傳》於2004年6月17日首映，在首周末票房排名第四，僅次於《环游世界八十天》《哈利波特：阿茲卡班的逃犯》和《惩罚者》。《邪降前傳》在第四名的位置上又停留了兩週，然後票房在第四週下降到第五名。